# Pentapoli di Siracusa
Con il termine pentapoli di Siracusa ci si riferisce all'antico assetto urbano della polis di Syrakousai, la quale con le sue cinque città-quartiere andava a formare una pentapolis (dal greco antico Πεντάπολις, Pentàpolis = 5 città).
I cinque quartieri della città all'interno delle mura erano: l'isola di Ortigia; l'Akradina; la Tiche; la Neapolis; l'Epipoli.
Di ciascuno di essi si ha una testimonianza grazie alle antiche fonti. In particolar modo Cicerone ne lasciò un minuzioso resoconto, eccetto che per l'Epipoli che egli, a differenza di Strabone, nel I secolo a.C., non considerava parte dell'urbanistica interna di Siracusa.